# Васова къща
Васовата къща (на гръцки: Οικία Bάσσου) е къща в град Лерин, Гърция.

## Местоположение
Къщата е разположена в стария център, на булевард „Капетан Вангелис“ № 10.

## История
Собственост е на Константинос Васос.
В 1986 година къщата е обявена за паметник на културата.

## Архитектура
Сградата е двуетажна в неокласически стил и имал интересна морфология на фасадите. Покривът е двускатен. Етажът е разпределен по симетричен начин, характерен за градските къщи от епохата, като в центъра е залата, а стаите са вляво и вдясно. Пространството на залата се издава над приземния етаж и създава затворен балкон на първия етаж. Морфологичната организация на фасадите има ясни неокласически елементи. Лъжливи тавани рамкират отворите и подчертават краищата на сградата, а хоризонталните декоративни рамки разделят подовете. Украсата на покрития балкон се основава на комбинации от стълб и кръгла колона в двата края, а балюстрадите, които затварят пространството между тях, придават специален характер на къщата.